# Ітоприд
Ітоприд (англ. Itopride, лат. Itopridum) — лікарський препарат, який за своїм хімічним складом є похідним бензаміду, що застосовується для лікування захворювань травної системи, який є стимулятором дофамінових рецепторів та інгібітором ацетилхолінестерази, та має прокінетичну дію, що застосовується перорально. Ітоприд розроблений японською компанією «Hokuriku Seiyaker Co. Ltd.», та застосовується у клінічній практиці з 1995 року. Ітоприд зареєстрований у ряді європейських (Чехія, Словаччина) та азійських країн (Японія, Індія, Малайзія та ін.), а також у ряді країн пострадянського простору, тоді як у США, Великій Британії, Німеччині та Франції препарат натепер не допущений для клінічного використання.

## Фармакологічні властивості
Ітоприд — синтетичний лікарський засіб, який є похідним бензаміду. Механізм дії препарату полягає у інгібуванні центральних дофамінових D2-рецепторів, які розміщені у тригерній зоні шлунку і дванадцятипалої кишки, що призводить до зниження чутливості аферентних нервів, які передають імпульси від органів травної системи до блювотного центру ЦНС, а також до усунення спричиненого дофаміном гальмування моторики органів травлення та посилення тонусу гладеньких м'язів верхніх відділів травної системи. Усе це призводить до гальмування блювотного рефлексу. Іншим механізмом дії ітоприду є інгібування ацетилхолінестерази та стимулювання вивільнення ацетилхоліну із постгангліонарних нервових закінчень. Застосування ітоприду призводить одночасно до скорочення та посилення тонусу гладеньких м'язів порожнистих органів травної системи, наслідком чого є посилення перистальтики шлунку і дванадцятипалої кишки, пришвидшення спорожнення шлунку, підвищення тонусу нижнього сфінктера стравоходу (наслідком чого є усунення дуоденогастрального рефлюксу). Ітоприд не впливає на рівень гастрину в крові. Ітоприд застосовується переважно як засіб проти нудоти і блювання, та ефективний при блюванні різного генезу, особливо при функціональній диспепсії та ГЕРХ, а також при діабетичній гастропатії та післяопераційному парезі кишечника. Згідно частини клінічних досліджень, ітоприд має більшу ефективність у порівнянні з метоклопрамідом та домперидоном при застосуванні при нудоті та блюванні, та меншу кількість побічних ефектів, у тому числі меншу ймовірність подовження інтервалу QT на ЕКГ. Проте згідно інших джерел, домперидон та ітоприд мають рівнозначну клінічну ефективність, а менша частота кардіальних та інших побічних ефектів може спостерігатися у зв'язку із незначною кількістю пацієнтів, залучених до проведення клінічних досліджень, а також малою кількістю клінічних досліджень, проведених у Європі. Ітоприд має вищу ефективність та меншу кількість побічних ефектів також із інгібітором серотонінових рецепторів мосапридом. Проте застосування ітоприду обмежене у зв'язку із відсутністю реєстрації препарату у провідних країнах Європи, а також у США.

### Фармакокінетика
Ітоприд швидко та добре всмоктується після перорального застосування, проте біодоступність препарату складає у середньому 60 % у зв'язку із ефектом першого проходження через печінку. Максимальна концентрація препарату в крові досягається протягом 30—45 хвилин. Ітоприд майже повністю (на 96 %) зв'язується з білками плазми крові. Препарат добре розподіляється в тканинах організму, найбільше у нирках, тонкому кишечнику, печінці, шлунку та надниркових залозах. Ітоприд погано проникає через гематоенцефалічний бар'єр. Препарат проходить через плацентарний бар'єр та у незначній кількості виділяється в грудне молоко. Метаболізується ітоприд у печінці з утворенням трьох метаболітів — двох неактивних та одного незначно активного (2—3 % активності ітоприду). Виводиться ітоприд із організму із сечею у вигляді метаболітів. Період напіввиведення препарату становить 6 годин, цей час може збільшуватися при генетично обумовленій ферментній недостатності, відомій під назвою триметиламінурії.

## Показання до застосування
Ітоприд застосовується при симптомах функціональної невиразкової диспепсії — здуття живота, печії, болю у верхній половині живота, нудоти, блювання, анорексії та відчутті швидкого насичення.

## Побічна дія
При застосуванні ітоприду побічні ефекти спостерігаються рідко, найчастішими з них є діарея (0,7 % випадків застосування)), головний біль (0,3 %), та біль у животі (0,3 % випадків застосування). При застосуванні препарату рідко або вкрай рідко можуть спостерігатися також інші побічні ефекти:
- Алергічні реакції — свербіж шкіри, висипання на шкірі, гіперемія шкіри, анафілактичні реакції.
- З боку травної системи — нудота, запор, слинотеча, жовтяниця.
- З боку нервової системи — запаморочення, тремор.
- З боку ендокринної системи — гінекомастія, гіперпролактинемія.
- Зміни в лабораторних аналізах — лейкопенія, тромбоцитопенія, збільшення активності ферментів печінки.

## Протипокази
Ітоприд протипоказаний при підвищеній чутливості до препарату, механічній кишковій непрохідності, перфорації стінки шлунку або кишечника, шлунково-кишкових кровотечах, при вагітності та годуванні грудьми, дітям у віці до 16 років.

## Форми випуску
Ітоприд випускається у вигляді таблеток по 0,05 г.